# 마르셀 초프
마르셀 초프(독일어: Marcel Tschopp, 1974년 4월 28일 ~ )은 리히텐슈타인, 스위스 이중국적 남자 마라톤 선수이다.